# تپه سرخنکلاته
تپه سرخنکلاته مربوط به دوران پیش از تاریخ ایران باستان - است و در شهرستان گرگان، بخش بهاران، شهر سرخنکلاته واقع شده و این اثر در تاریخ ۱۰ بهمن ۱۳۸۳ با شمارهٔ ثبت ۱۱۲۸۲ به‌عنوان یکی از آثار ملی ایران به ثبت رسیده است.